# Wilhelm Rust

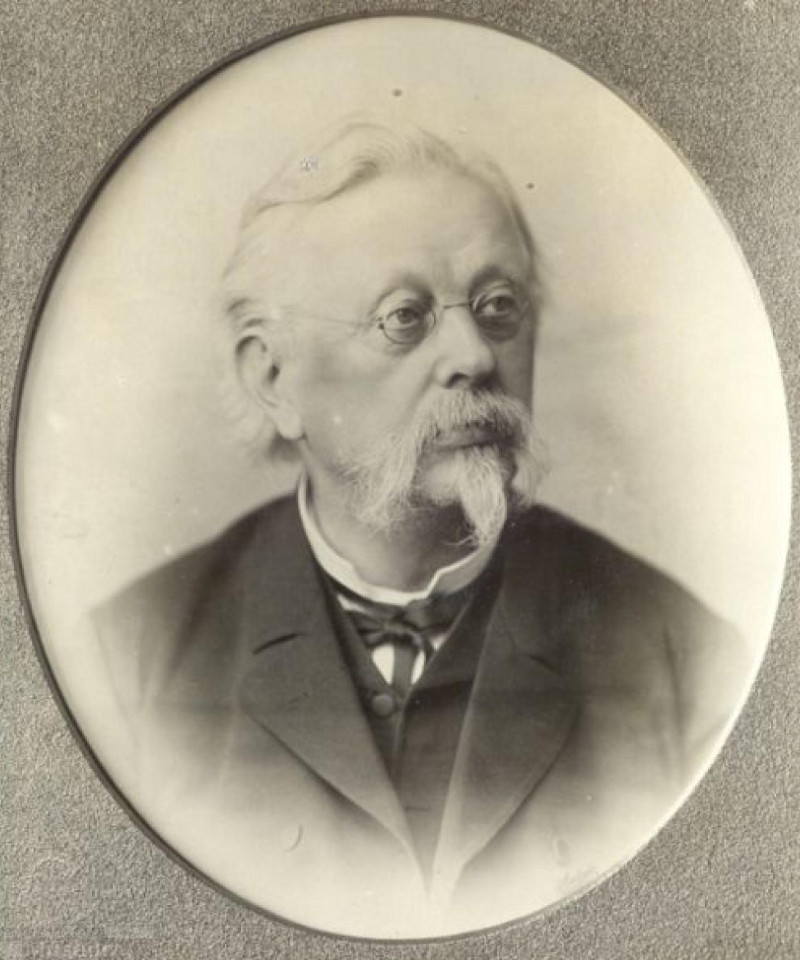
Wilhelm Rust in 1885

Wilhelm Rust (Dessau, 15 augustus 1822 - Leipzig, 2 mei 1892) was een Duitse componist, muziekwetenschapper, Bachdeskundige en van 1880 tot 1892 cantor van de Thomaskirche in Leipzig.

## Leven
Rust, kleinzoon van de componist Friedrich Wilhelm Rust (1739-1796) en oom van diens achterkleinzoon en naamgenoot Friedrich Wilhelm Rust (1902-1972), studeerde van 1840 tot 1843 aan de Singakademie van Dessau. Hij kreeg les van Friedrich Schneider en was daarna als muziekleraar in dienst bij een adellijke familie in Hongarije. In 1849 keerde hij terug naar Duitsland en werkte in Berlijn als leraar piano, zang en compositie. In 1857 werd hij lid van de Sing-Akademie van Berlijn en van de door componist Georg Vierling gestichte Bachvereniging. In 1861 werd hij organist van de Lukaskerk en in 1862 dirigent van het koor van de Bachvereniging. In 1868 kreeg hij een eredoctoraat van de universiteit van Marburg. Sinds 1870 gaf hij ook les aan het Sternconservatorium te Berlijn.
Rust sloot zich in 1850 aan bij de pas opgerichte Bach Gesellschaft te Leipzig. Sedert 1853 werkte hij aan de uitgave van de werken van Johann Sebastian Bach. In 1858 kreeg hij hierover de leiding. Hij paste daarbij, nieuw voor die tijd, methoden uit de archeologie toe op muzikale bronnen. Zijn voorwoorden tot de banden van de uitgave waren invloedrijk. Voor zijn tijdgenoten golden hij, Philipp Spitta en Johannes Brahms als de grootste Bach-kenners.
In 1878 werd hij organist van de Thomaskirche in Leipzig en na het overlijden van Ernst Friedrich Richter diens opvolger als cantor aan de Thomasschule. Bovendien doceerde hij theorie, compositie en orgel aan het conservatorium van Leipzig. Zelf componeerde hij vooral kerkmuziek. 
In 2008 werd door de bibliotheek van de universiteit te Halle (Saale) een tot dan toe onbekend afschrift van de hand van Rust ontdekt van een koraalfantasie van Bach, waarvan men tot dat moment slechts vijf maten kende.

## "De zaak-Rust"
Kort voor zijn dood bezorgde Rust een uitgave van twaalf klaviersonates van zijn grootvader Friedrich Wilhelm Rust (1739-1796). Het veroorzaakte een schok in de muzikale wereld, doordat deze muziek volgens velen vooruitliep op die van Ludwig van Beethoven en daardoor een wegbereider was van de romantiek. Een vergelijking door de Duitse musicoloog Ernst Neufeldt tussen de uitgave en de oorspronkelijke autograaf toonde in 1912 echter aan dat Wilhelm Rust zelf grondig had ingegrepen in het werk van zijn grootvader. Passages die in een 18e-eeuwse context als revolutionair waren beschouwd, bleken in feite pas aan het einde van de 19e eeuw te zijn toegevoegd of bewerkt. Wilhelm Rust, die al was overleden toen zijn "bedrog" uitkwam, had met geen woord gerept van de ingrepen die hij in deze sonates had gedaan. Zijn uitgave wordt sindsdien als een mystificatie beschouwd en heeft zijn reputatie als muziekwetenschapper postuum geen goed gedaan.

## Werken (een selectie)
Pianomuziek
- Sonate in C-majeur
- Fantasie in B-majeur
- Nocturnes
- Beethoven. Tondichtung für Pianoforte

Orgelmuziek
- Fantasie 'Wer nun den lieben Gott lässt walten'
- Fantasie 'Herr Jesu Christ, dich zu uns wend'

Vocale muziek
- Motet voor solo en achtstemmig koor: Der hundertdreißigste Psalm. Aus der Tiefe ruf ich, Herr zu dir!

- Biblioteca Nacional de España: XX5153958
- Bibliothèque nationale de France: cb14841023t (data)
- Gemeinsame Normdatei: 116711728
- International Standard Name Identifier: 0000 0001 0916 2389
- Library of Congress Control Number: n81097851
- Nationale Bibliotheek van Tsjechië: xx0220023
- Nationale Bibliotheek van Israël: 987007437188405171
- Nederlandse Thesaurus van Auteursnamen: 080114679
- Istituto Centrale per il Catalogo Unico: FERV071491
- SNAC: w6bp07xt
- Système universitaire de documentation: 233762124
- Virtual International Authority File: 74119420
- WorldCat: E39PBJxmKgvHJRPtqcdCYkXjmd